# Paul Cools
Paul Emiel Julia Cools (Lier, 15 april 1957) is een Belgisch advocaat en bestuurder.

## Levensloop
Paul Cools studeerde rechten aan de Ufsia en ging in 1984 aan de slag als advocaat aan de balie van Antwerpen. In 1992 richtte hij advocatenkantoor la-on op. Hij is tevens erkend bemiddelaar, geeft cursussen aan bedrijven en organisaties en treedt op als gastspreker over evoluties in het kredietmanagement. Sinds 2020 is hij ook voorzitter van de Bemiddelingskamer voor Erelonen van Advocaten.
Van 2007 tot 2013 was hij de eerste voorzitter van de Vlaamse Opera. Hij werd in deze hoedanigheid door Pol Bamelis opgevolgd. Hij bleef bestuurslid van de Vlaamse Opera (vanaf 2014 Opera Ballet Vlaanderen) tot 2018. In november 2021 volgde hij Hugo Van Geet op als voorzitter van het Antwerp Symphony Orchestra.
In 1993 werd Cools consul voor Vlaanderen van Malta. In 2008 werd hij bevorderd tot consul-generaal.